# Психологія

Грецька буква Псі — символ психології

Психоло́гія (від грецького ψυχή (psyché) — душа, дух; λόγος (logos) — вчення, наука) — наука, що вивчає психічні явища (мислення, почуття, волю тощо) і поведінку людини, пояснення якої знаходимо в цих явищах.
Психічне — філософська категорія, що відображає явища як людського, так і тваринного, навіть рослинного світу. Зоопсихологію, яка досліджує явища елементарної психіки, поведінки, пізнавальних процесів у тварин, уналежнюють і до психологічних, і до біологічних наук. Коли йдеться про психіку людини, треба пам'ятати, що вона структурно та якісно відмінна від своїх еволюційних попередниць.
Психологічне знання розвивалося з доісторичних часів в магічній та міфологічній традиціях. Уперше як галузь наукового знання психологія постає у філософських ученнях античних мислителів. У працях європейських, арабських філософів та медиків розроблялись такі питання: природа сприйняття, структура психіки, природа афектів, психосоматика, процеси мислення, природа снів та марень, природа взаємин (любов, дружба, спорідненість) тощо. До сьогодні значний вплив на наукові уявлення про душу, психічний світ має розвиток суміжних наук (медицина, педагогіка) і людських практик (мистецтво, релігія, керування), які своєю чергою послуговуються досягненнями психології.
Психічне (його природа, межі, принципи існування) усе ще є terra incognita для наукового знання та постійно стає простором для спекуляцій і містифікацій з боку шарлатанів. Психічне залишається також у центрі уваги релігій, які стверджують його універсальність та примат відносно фізичного світу. Психічне є унікальною цариною, у якій живемо всі ми; незалежно від віку, статі, професії, освіти — кожен із нас є «психологом» на побутовому рівні.
Психологічне знання є основою специфічних практик. Традиційно прикладною психологією називають галузі науки зосереджені на застосуванні психологічних знань у конкретних сферах діяльності (музична, політична психологія, психологія освіти або праці); практична психологія — це галузь знань та досліджень щодо форм та методів використання психологічних знань фахівцями-психологами (консультантами, тренерами). Практична психологія поділяється на психодіагностику, консультування, корекцію, психологічну допомогу.

## Вживання терміна

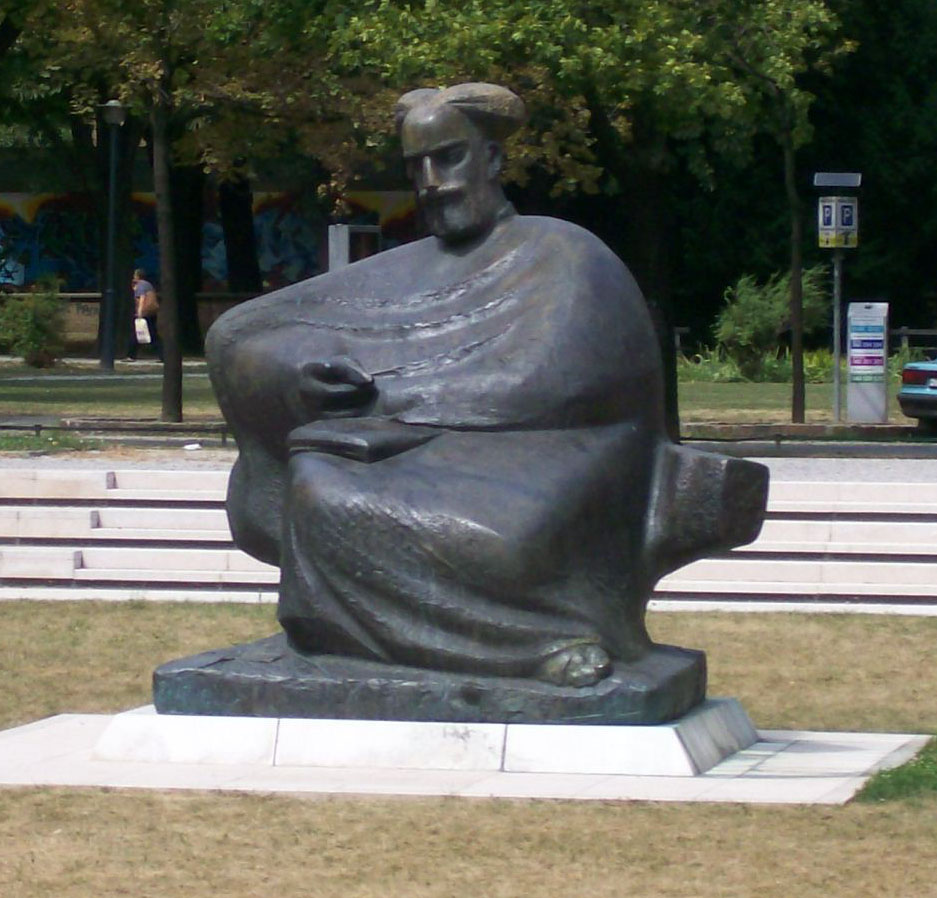
Пам'ятник Маркові Марулічу в Загребі

Слово психологія з'являється в XVI столітті. Вперше вжите в назві книги, що не збереглась, але згадана в списку праць хорватського гуманіста Марка Маруліча (1450—1524). Визнання термін зажив завдяки працям Кристіана Вольфа (1679—1754) Psychologia empirica та Psychologia rationalis, згаданих у французькій Енциклопедії.
Сьогодні, крім назви системи наукових знань, слово психологія та його похідні вживаються щодо широкого спектра побутових, професійних, соціальних явищ:
- в побуті психологією називають світ переживань, мотивів, взаємин, тобто те, що є предметом психологічної науки і окреслюється категорією психічне;
- навчальна дисципліна психологія викладається у всьому світі як майбутнім психологам, так і студентам суміжних дисциплін. В Україні з 1998 року психологія входить до навчальної програми середньої школи;
- про психологізм, говорять у випадках, коли психологією пояснюють явища та факти (термін поширений у мистецтво- та правознавстві);
- на ринку послуг присутні пропозиції психологічних тренінгів, тестів, консультацій — практик, що часто не мають наукового підґрунтя, але «використовують бренд».

## Науковий апарат
За півтора століття, з того часу як психологія почала самостійне існування, точаться суперечки щодо основних положень науки.
Визначення її предмету різними школами віддзеркалювало не лише світоглядні, методологічні установки дослідників, але й мало ідеологічний характер, як у випадку з радянською наукою. Там психологія мусила боротись за виживання, адже визначення психіки як функції мозку було «затверджене та освячене» КПРС. В той же час існувала психофізіологія, яка вивчає функції мозку; з іншого боку, в прокрустове ліжко не поміщались дослідження, наприклад, змісту суб'єктивних переживань, закономірностей психічних образів, що жодним чином не пояснюються хімічним складом нейрогормонів або особливостями проходження нервового імпульсу.
Дещо іншими були проблеми науковців Європи та США. Тут все більшого впливу набував позитивізм, який ставив під сумнів науковість методів описової та структурної психології. Слухняним відгуком на цю критику стала поява поведінкової психології, яка проголосила свідомість пережитком схоластичної науки та знецінила сенс психології як науки про людину, в усій складності та неповторності останньої. На іншому крилі з'явились маргінальні течії, що відкидали наукові методи, проголошуючи психологічну теорію та практику сферою «вільного мистецтва».
На сьогодні компромісним виглядає таке визначення:
Психологія — наука про сукупність психологічних явищ та поведінку людини, вищих тварин, яка пояснюється на основі цих явищ.
Отже, об'єктом науки є людина, істота наділена свідомістю та внутрішнім суб'єктивним світом (вивчення тваринної психіки належить, головне, біологічним наукам і в психології такі знання використовуються як матеріал для порівняння).
Найкоротшим визначенням предмету науки могло бути «психіка» або «психічне», однак це було б невірним, надто розлогим. Категорія психічного розглядається філософською онтологією, а з такими продуктами психіки як людські стосунки, творчість мають справу соціологія та мистецтвознавство.
Специфічним для психології є дослідження психічних явищ, які керують діяльністю та відносинами людини.
Базовими категоріями вітчизняної психології (за визначенням Петровського та Ярошевського) є:
- образ; образ стає змістом психічних процесів, саме система образів формує свідомість;
- дія; дії єдині за метою в сукупності складають діяльність; пов'язані поняття: поведінка, реакція;
- мотив; пов'язані поняття: стимул, цінність, мотивація;

ці категорії (наведені вище) притаманні багатьом живим істотам, а наступні є специфічно людськими:
- ставлення;
- переживання;
- діяльність;
- спілкування;
- особистість.

Причому три останні мають особливий статус мета- та екстра-психологічних, як такі, що охоплюють найскладніші форми психічної реальності, розгляд яких виходить за межі психології. Всього автори пропонують 24 категорії, які, на їх думку, «формують каркас психологічного пізнання».
Завданням психології поряд із вивченням психологічних фактів і закономірностей, є встановлення механізмів психологічної діяльності. Це означає вивчення роботи конкретних анатомо-фізіологічних апаратів, які здійснюють той чи інший психічний процес. Тут психологія стикається з низкою наук: медициною, фізіологією, біофізикою, біохімією, кібернетикою тощо.
Серед завдань науки:
- вивчення індивідуальних якостей, закономірностей і шляхів їх формування в сучасних умовах;
- вивчення впливу провідної діяльності на психіку людини, міжособистісні і міжгрупові взаємини;
- визначення психологічних засобів впливу колективу на особистість та способів захисту від таких впливів;
- встановлення закономірностей динаміки працездатності;
- визначення заходів і засобів психологічного комфорту для роботи та життя;
- визначення інформативних методів діагностики і психокорекції;
- вивчення закономірностей психологічної підготовки.

### Методи психології
Метод — сукупність способів або операцій, які націлені на розв'язання конкретної задачі.
Основні пізнавальні методи психології:
- спостереження і самоспостереження;
- експеримент;
- психодіагностичні методи.

Методи активного психологічного впливу:
- психологічна консультація;
- психологічна корекція;
- психологічний тренінг;
- психотерапія та реабілітація.

## Історія розвитку психологічних знань
Узвичаєно говорити про історію психології в контексті західної культури, хоча наукова думка арабського світу, Індії, Східної Азії має свої давні традиції та безсумнівні досягнення в теорії та практиках психічної діяльності.
Існує декілька підходів щодо періодизації розвитку психології.
Як наука, у сучасному позитивістському значенні слова, вона сформувалася наприкінці XIX ст. Відлік ведуть від 1879 року, коли почала роботу лабораторія експериментальної психології заснована В. Вундтом (1832—1920). З названої точки зору, дослідження минулих тисячоліть є передісторією науки.
Вітчизняна традиція в цьому питанні відмінна від західної. М. Г. Ярошевський (1915—2001), В. А. Роменець (1926—1998) та інші історики психології хотіли бачити свій предмет у ширших часових межах, тому їхні праці мають назви «Історія психології стародавнього світу і середніх віків», «Історія психології епохи Відродження» тощо.
Перші вчення та практики психічної діяльності виникли в доісторичні часи в межах магічної традиції та анімістичних культів. Упродовж тисячоліть люди мислили психічні явища як прояв душі — складника людської істоти, який керує тілом. Такий погляд притаманний і сучасним релігійним та ідеалістичним вченням, які проголошують душу нематеріальною сутністю людини.

### Від давнини до XIX століття

#### Антична доба
В античну добу психологія виникла й розвивалася як вчення про «душу». Перші давньогрецькі філософи дотримувалися матеріалістичних поглядів на природу душі.
Геракліт (близько 540—480 рр. до н. е.) вчив, що «душа» матеріальна і являє собою одне з минущих станів вічно рухомої і вічно мінливої першооснови матеріального буття — вогню.
Демокрит (близько 460—370 рр. до н. е.) вважав, що жива істота відрізняється від неживої головним чином двома властивостями — рухом і відчуттям. Він вважав, що душа складається з найдрібніших рухомих частинок – атомів та припускав, що душа складається з таких же самих атомів, які містяться у вогні. На відміну від Геракліта він заперечував безсмертя «душі»: «душа, — вчив він, — смертна, вона знищується разом з тілом».
Згідно з ученням Лукреція, «душу» людини не можна розглядати як щось безтілесне: таке твердження невірне, оскільки безтілесною може бути тільки одна порожнеча: усе ж інше складається з матеріальних атомів. Джерелом пізнання є чуттєвий вплив речей на тілесну «душу» людини. При цьому не всяка зовнішня дія викликає відчуття: для цього вона повинна досягти певної сили.
Наприклад, процес сприйняття він розглядає так: від зовнішніх предметів відокремлюються матеріальні, дуже малі за величиною ейдоси, які впливають на органи чуття, а через них і на більш глибокі частини «душі». В підсумку цього, людина і отримує образ предмета який на неї впливає. У процесі сприйняття постійно відбувається уточнення та звіряння відповідно до безперервних впливів від зовнішніх предметів. Ці матеріальні образи, отримані «душею», зберігаються після припинення сприйняття, причому образи подібних речей ніби накладаються один на інший, їх окремішні особливості при цьому стираються, вони набувають загального характеру, перетворюючись на поняття речей.
Поряд з матеріалістичним в античній філософії виник і набув розвитку ідеалістичний напрям у поглядах на природу «душі».
Найяскравішим виразником ідеалізму в давньогрецькій філософії був Платон (427—347 рр. до н. е.). Він вчив, що душа людини нематеріальна і за своєю природою є ні чим іншим, як «ідеєю» — безсмертною духовною сутністю, тільки на час земного життя вона з'єднується з тілом. Душа абсолютно відмінна від тіла і міститься в ньому, як у темниці. До свого втілення «душа» живе в особливому занебесному «світі ідей», куди вона і повертаються після земного існування. За вченням Платона, світ ідей, в протилежність світу речей, являє собою справжню реальність, речі ж є лише смутними відображеннями ідей.
На противагу Платону Аристотель (4 століття до н. е.) стверджував, що «душа» людини, являючись нематеріальною, нерозривно пов'язана з тілом. Аристотель розглядав «душу» ідеалістично, як «форму», в яку втілюється матерія в людині. Тіло людини, що є матеріальним, являє собою лише пасивне начало. Саме по собі воно ніяк і нічим не може себе проявити. Активним началом людини є його «душа», яка керує всіма життєвими проявами тіла: без «душі» тіло не могло б існувати, і в ньому не могли б виникнути ніякі процеси.
Найвагомішим внеском в розвиток психологічних знань античного періоду вважається доробок Аристотеля. Його трактат «Про душу» містить огляд і критику сучасних йому уявлень щодо предмета науки. Він розкрив роль механізму асоціації в пізнавальних процесах. Йому належить вчення про трирівневу ієрархію здатності психіки (в широкому значенні, як рослинна, тваринна та специфічно людська психіка з притаманними саме їй якостями), про формування характеру, про види мислення («практичний» і «теоретичний» розум), про вікові особливості розвитку та інше. А головне, застосовані ним принципи системності, детермінізму та розвитку, стали взірцями для наступних дослідників, є вони актуальними до сьогодні.
Серед досягнень періоду античності:
- поняття моральності, психотерапевтичний діалог[5] (Сократ);
- основи вчення про темпераменти (Гіпократ);
- визначення локалізації розумової діяльності в головному мозку (Алкмеон);
- основи теорії пізнання, дослідження відчуттів як джерела уявлень про дійсність (Демокріт);
- основи ідеалістичної концепції в теорії пізнання, основи теорії мотивів (Платон);
- основи рефлексії (Плотін).

Подальший розвиток античної традиції відбувався за важких умов становлення монотеїзму в Візантії, середньовічній Європі та на арабських просторах Халіфату. Вважається, що саме арабські вчені врятували античний духовний спадок в час, коли Європа потерпала від варварства та релігійного фанатизму. Розвивалась теорія сприйняття (Ібн ал-Хайсам, знаний також як Альхазен), дослідження природи душі (Ібн Рушд або Аверроес), медична психологія, зокрема, вплив афектів на стан організму (Ібн Сіна або Авіценна). В IX столітті у марокканському Фесі працювала психіатрична клініка.

#### Середньовіччя та Відродження
Богословські трактати та проповіді Середньовіччя містили деякі ідеї з античності. Зокрема, вчення про рефлексію, типологію й ієрархію психічних явищ Стагірита, вчення неоплатоників. Завдяки Каролінзькому Відродженню та спілкуванню з арабським світом, віднайдені та врятовані списки деяких античних першоджерел.
Поряд з тим, церква вказує задачею розуму доведення існування Бога, а методом — дослідження Святого Письма. Існує гіпотеза про походження з цих юдейсько-християнських студій сучасного визначення особистості.
Нова епоха, Відродження, руйнує деякі інститути середньовічного суспільства, які утискали людську особистість (цехова, феодальна структура), а насамперед, вносить зміни в педагогічну практику, що доти ґрунтувалась на схоластичній традиції та підносить інтерес до античного спадку.
На межі XV—XVI ст. вперше у друці з'являється слово «Психологія» в працях відомого магдебурзького професора філософії Р. Гокленіуса і його учня О. Гасмана.

#### Новий час
За Нового часу психологія продовжує свій розвиток у межах філософських систем Рене Декарта, Лейбніца, Лока, Ґартлі та інших. Для цього періоду характерним є проникнення в гуманітарне знання концепцій та законів природничих наук.
На українських теренах вивчення психології розгортається в Києво-Могилянській Академії. Курс цієї науки читав І. Ґізель (1600-83), професори Академії Л. Баранович (1620-93) та Й. Ґалятовський († 1688) приділяли їй увагу в своїх творах, спираючись на філософію Арістотеля в її схоластичній інтерпретації. У 1868 році Климентій Миколайович Ганкевич видав перший підручник «Психологія», а в 1874 — «Короткий нарис психології для ужитку в школах середніх». Климентій Ганкевич викладав психологію у Чернівецькому університеті і в нього навчався Іван Франко, щоб докінчити студії перервані арештом. У Львові Іван Франко навчався у ще одного відомого психолога — Юліана Охоровича, котрий у 1889 році організував Перший Міжнародний Конгрес Психологів.
Досягненнями періоду XVII—XVIII ст. можна вважати:
- вчення про рефлексію та рефлекс, першу модель нервової системи, постановку питання про свідомість як предмет психологічної науки (Декарт);
- теорії емоцій, свободи та вчення про людину як цілісну істоту (Спіноза);
- концепції несвідомого в психічній структурі та психофізичного паралелізму (Лейбніц);
- питання про набуте й наслідуване, розуміння ваги досвіду в формуванні психіки (емпірики Лок, Гоббс);
- вчення про асоціації як основу психічних процесів, теорія виховання (Ґартлі);
- періодизація психічного розвитку та освітньо-виховна теорія заснована на ній (Руссо).

Філософський емпіризм XVIII ст. проголосив дійсним лиш те, що дане у безпосередньому чуттєвому досвіді. Така установка змушувала шукати об'єктивні основи психічних процесів, а в методологічному плані — відступити від звичного споглядання на користь експериментів.
Лікар Кабаніс (1757—1808), Іржи Прохазка, Ф. Мажанді і Ч. Белл (див. Белла-Мажанді закон), Франц Галль (1758—1828), фізіолог Йоганес Мюллер (1801—1858) проводили перші анатомо-фізіологічні та експериментальні дослідження нервової системи. Ними з'ясовано особливості будови та функціонування рефлекторної дуги, головного та спинного мозку. Зроблений ними висновок про локалізацію перебігу психічних процесів у головному мозку живого організму залишається незаперечним до сьогодні.
Упродовж XVIII—XIX століть активний розвиток дістала асоціативна психологія, асоціація розглядалась у механістичному значенні як сполучення, з'єднання складників в єдине ціле. Асоціативна психологія у свій спосіб прагнула побудови об'єктивного методу. Її представник, Джон Стюарт Мілль (1806—1873) сподівався створити щось на зразок таблиці душевних елементів: відчуттів, думок та мотивів, а плодами їх комбінування уявляв усю сукупність психічних явищ. Крім того, він запропонував концепцію психологізму, згідно з якою всі явища культури та громадського життя (виховання, право, політика, мистецтво тощо) мають розглядатись крізь призму психологічних законів. Психологія в рамках його вчення виступила як самостійна галузь наукового знання.

### Розвиток психології наприкінці XIX— на початку XXст.
Слід визнати, що своїми попередніми досягненнями психологія мала завдячувати інтуїції й умовиводам на основі спостережень, інтроспекції. Застосування наукових (в сучасному значенні) методів було спорадичним.
 Тло, на якому відбувалось становлення сучасної психології, визначали такі тенденції:
- поступ позитивістської методології, що вимагала застосовувати об'єктивні методи природничих наук в будь-яких, в т.ч. суспільних та гуманітарних дослідженнях;
- розвиток еволюційної теорії, яка, по-перше, поставила питання про походження психіки сучасної людини, по-друге, фактично скасовувала різницю між людиною та твариною;
- накопичення емпіричного матеріалу, що потребував специфічних психологічних теорій, перше за все, в медицині (лікування неврозів), фізіології (вивчення органів відчуттів), педагогіці, етнографії тощо.

Сама психологічна наука переживала кризу через відмову від мислення душі, винятково як свідомості та введенням експериментальних методів дослідження.

## Галузі психології
Галузі психології:
- Загальна психологія
- Соціальна психологія
- Історична психологія
  - Культурно-історична психологія
- Християнська психологія
- Психологія натовпу
- Політична психологія
- Психологія реклами
- Гендерна психологія
- Етнопсихологія
- Педагогічна психологія
- Юридична психологія
  - Кримінальна психологія
  - Судова психологія
- Клінічна психологія
  - Медична психологія
  - Патопсихологія
  - Нейропсихологія
    - Експериментальна нейропсихологія
    - Клінічна нейропсихологія
    - Реабілітаційна нейропсихологія
    - Дитяча нейропсихологія

  - Психотерапія
  - Психологія здоров'я
- Позитивна психологія
- Інженерна психологія
- Психологія розвитку
- Психоекологія
- Авіаційна психологія
- Порівняльна психологія
- Психологія праці
- Спеціальна психологія
- Психологія спорту
- Психологія підприємництва
- Бібліопсихологія
- Геронтопсихологія
- Сугестологія
- Сексологія
- Експериментальна психологія
- Психологія агресії
- Психолінгвістика
- Диференціальна психологія
- Військова психологія
- Економічна психологія
- Психосоматика

## Психологія та масова культура

### Художня література
На сучасній літературі дуже позначились впливи таких психологів як З. Фрейд та К. Г. Юнг. Це й не дивно, адже у них або їх учнів консультувались видатні письменники (Герман Гессе). Деякі психологи самі брались до красного письменства як Віктор Франкл та Ірвін Ялом.
Американський психолог-практик Ірвін Ялом є автором популярної серії книг, жанр яких він визначив «психотерапевтична новела». В них професійно, докладно, часто іронічно змальовані процеси консультування, діагностики та терапії; позначені відмінності між сучасними підходами вирішення психологічних проблем; змальована «кухня» американської медицини та психотерапії з усіма перевагами.
Фантастика
- Цикл «Фундація» Айзека Азімова прогнозує появу науки психоісторія, яка узагальнить дані психології мас, створить математичні моделі для опису, аналізу, а головне — прогнозу поведінки народів та розвитку цілого людства.
- Валерій Гєнкін та Олександр Кацура в романі «Заповіт втікача» розглядають принципи розвитку біороботів з людиноподібною психікою, але яка переважає людські можливості. Цікавим є висновок письменників-науковців: «надінтелекту» притаманне «надсумління».
- У м'якій науковій фантастиці для пояснення надприродних  здібностей персонажів часто використовується наукоподібний термін  "псионіка". Це – суперсила, що як правило базується на можливостях мозку, психіки героя . Володіння псионікою означає здатності до телекінезу, телепатії, передбачення майбутнього тощо.

## Додаткова література

### Журнали
- Annual Review of Psychology (Annual Reviews)
- Clinical Psychology Review (Elsevier)
- Journal of Applied Psychology (American Psychological Association)
- Journal of Educational Psychology (American Psychological Association)
- Communications Psychology (сайт, Nature Portfolio)
- Nature Mental Health (сайт, Nature Portfolio)
- та інші.